# Heike Koehler
Heike Koehler (* 18. Januar 1967 in Hannover) ist eine deutsche Politikerin (CDU). Seit 2024 ist sie Mitglied des Niedersächsischen Landtags.

## Leben
Koehler absolvierte von 1984 bis 1987 eine Ausbildung zur Medizinischen Fachangestellten. Anschließend absolvierte sie eine Weiterbildung zur Audiologieassistentin. Als solche war sie bis 1992 tätig. Von 1992 bis 2024 war sie als Kauffrau bei der Verlagsvertretung Wolfgang Koehler GmbH tätig; von 2015 bis 2024 zusätzlich als Prokuristin. 
Sie ist verheiratet und hat zwei Kinder.

## Politik
Koehler ist seit 2003 Mitglied der CDU. Sie ist Vorsitzende des CDU-Ortsverbands Ahlten, des CDU-Stadtverbandes Lehrte und des Bezirksverbandes Hannover der Frauen-Union.
Seit 2011 ist sie Mitglied des Stadtrates von Lehrte und des Ortsrates von Ahlten, seit 2016 ist sie Ortsbürgermeisterin von Ahlten. 
Bei der Landtagswahl in Niedersachsen 2022 trat Koehler im Wahlkreis Lehrte und auf Platz 28 der CDU-Landesliste an. Nachdem sie im Wahlkreis Thordies Hanisch (SPD) unterlegen hatte und auch der Listenplatz zunächst nicht für einen Einzug in den Landtag ausgereicht hatte, rückte sie am 29. August 2024 für Bernd Althusmann, der sein Mandat niedergelegt hatte, in das Parlament nach.